# 后沟村
后沟村，是中华人民共和国山西省晋中市榆次区东赵乡下辖的一个村。
2012年12月17日，后沟村公布为第一批中国传统村落。
2019年1月21日，后沟村公布为第七批中国历史文化名村。